# Cuthbert Ottaway

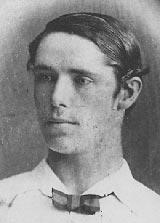
Cuthbert Ottaway

Cuthbert John Ottaway (* 19. Juli 1850 in Dover, Kent; † 2. April 1878 in Westminster, London) war ein englischer Fußballspieler und erster Mannschaftskapitän einer englischen Nationalmannschaft. Als eine der talentiertesten Sportlerpersönlichkeiten der 1870er-Jahre war Ottaway bis zu seinem frühen Tod im Alter von nur 27 Jahren auch in anderen Sportarten erfolgreich, vor allem im Cricket.

## Persönlicher Werdegang
Der in Dover geborene Cuthbert Ottaway besuchte mittels eines King’s-Scholar-Stipendiums das angesehene Eton College und entfaltete in Oxford Sportlerfähigkeiten am Brasenose College und in der Universität Oxford, die in ihrer Vielseitigkeit zu dieser Zeit – mit Ausnahme derer von Alfred Lyttelton – als konkurrenzlos galten. Er erhielt die Universitätsauszeichnung Sporting Blue in zahlreichen Sportarten, im Einzelnen jeweils für seine Verdienste im Fußball (1874), Cricket (1870–73), Rackets (1870–73), Leichtathletik (1873) und im Jeu de Paume (1870–72). Im Jahre 1873 wurde er nach zuvor abgeschlossener Ausbildung schließlich zum Barrister berufen und praktizierte bis zu seinem Tod im Jahre 1878 als Rechtsanwalt in London. Anfänglichen Berichten zufolge verstarb Ottaway infolge einer schweren Erkältung, die er sich „im Verlauf einer durchtanzten Nacht“ eingefangen hatte. Seine Familie gab jedoch später „tuberkulöse Probleme“ als ursächlich für seinen Tod an.
Ottaway hinterließ seine aus Hamilton in Ontario stammende kanadische Ehefrau Marion Stinson, die er erst im August 1877 geheiratet hatte, und eine Tochter, deren Geburt er selbst nicht mehr erlebte. Er wurde schließlich auf dem Kensal Green Cemetery zu Grabe getragen.

## Vereinskarriere
Die größten Erfolge feierte Ottaway im Fußball. Während er gleichzeitig die Schule und die Universität besuchte, wurden die von der Football Association modifizierten Spielregeln immer populärer und Ottaway spielte in mehreren Mannschaften, was in der damaligen Frühzeit des Amateursports keine Seltenheit war. Zu nennen sind dabei vor allem seine Spiele für die Old Etonians, die Mannschaft der Universität Oxford, Crystal Palace – nicht zu verwechseln mit dem gleichnamigen heutigen Verein – und den FC Marlow.
Als Vereinsspieler nahm Ottaway zwischen 1873 und 1875 an drei aufeinander folgenden FA-Cup-Endspielen teil. Dabei bestritt er seine ersten zwei Finals für die Universitätsmannschaft Oxford, unterlag zunächst mit 1:2 gegen den Wanderers FC und gewann im Jahr darauf mit 2:0 gegen die Royal Engineers. Vor allem seine Schnelligkeit und die Stärken im Dribbeln machten ihn zu einem überdurchschnittlich guten Spieler. Diese Fähigkeiten waren ihm vor allem zu einer Zeit nützlich, als der Fußballsport noch ein „Dribbling Game“ war und ein Spieler den Ball in der Regel solange behielt, bis ihm ein Gegner diesen abnahm. Die Ablösung des Dribbelspiels durch ein Kombinations- und Passspiel stand der Sportart damals noch bevor.
So entwickelte sich Ottaway dann auch in zwei der drei Finalspielen zu einem Hauptakteur. Im Jahre 1874 führte er das Oxford-Team als Mannschaftskapitän an und drängte die Engineers durch häufige und ausgedehnte Alleingänge immer wieder in die eigene Spielhälfte zurück. Dem zweiten Tor zum 2:0-Endstand ging schließlich ein Dribbellauf mit zwei Mannschaftskameraden voraus, der sich über nahezu das gesamte Spielfeld erstreckte. Während des 1875er-Finalspiels gegen die Royal Engineers wehte ein stürmischer Wind und die Tatsache, dass die Etonians in 80 der 90 Spielminuten (zuzüglich der 30 Verlängerungsminuten) von dem Rückenwind profitierten, schien vorteilhaft für Ottaways Mannschaft. Dieser zog sich jedoch bereits nach 37 Minuten eine Knöchelverletzung zu und musste das Spielfeld frühzeitig verlassen. Die Absolventen des Eton Colleges konnten so nur glücklich ein 1:1 erreichen und im Wiederholungsspiel unterlagen sie den Royal Engineers ohne den nicht rechtzeitig genesenen Ottaway mit 0:2.

## Internationale Laufbahn
Zu einem ersten Länderspiel kam Ottaway, nachdem er dazu auserwählt wurde, ein englisches Team anzuführen, das nach Partick bei Glasgow reiste, um dort am 30. November 1872 gegen eine schottische Auswahl zu spielen. Diese Partie sollte als erstes Länderspiel in die Geschichte des Fußballs eingehen, obwohl sich bereits mindestens fünfmal zuvor schottische und englische Auswahlmannschaften gegenübergestanden hatten – da bei diesen Partien die schottischen Mannschaften nur aus in England lebenden Spielern bestanden, wurden diese aber nicht als offizielle Länderspiele anerkannt. Vor insgesamt 4.000 Zuschauern auf dem Hamilton Crescent, Heimstätte des West of Scotland Cricket Club, dominierte die von Ottaway angeführte englische Mannschaft das Spiel zwar, aber letztlich konnte die schottische Defensive von den englischen „Individualisten“ nicht überwunden werden. So endete das erste Länderspiel Englands torlos mit einem 0:0-Endstand.
In dem Rückspiel, das am 8. März 1873 in London bestritten wurde, kam Ottaway nicht zum Einsatz, war aber beim dritten Aufeinandertreffen der beiden Mannschaften – am 7. März 1874 erneut in Partick – erneut Kapitän. Schottland gewann diesen dritten Vergleich gegen England mit 2:1.
Die Umstände und Gründe für die Wahl Ottaways im Jahre 1872 zum englischen Nationalmannschaftskapitän – zu einer Zeit, als er noch die Universität besuchte – konnten bis heute nicht genau eruiert werden. Als gesichert gilt, dass das Kapitänsamt ursprünglich an Charles William Alcock, eine der entscheidenden Figuren für die frühzeitliche Entwicklung des modernen Fußballs, vergeben werden sollte. Alcock hatte jedoch aufgrund einer Verletzung passen müssen, und für Ottaway als eine der renommiertesten langjährigen Sportlerpersönlichkeiten Oxfords sprach zudem, dass sich in der englischen Mannschaft insgesamt drei Spieler der Universität Oxford befanden, wohingegen acht andere Vereine nur jeweils einen Spieler abstellten.

## Spielweise und Reputation
Grundsätzlich agierte Cuthbert Ottaway als Mittelstürmer in einem Angriffssystem der frühen 1870er-Jahre, in dem der Einsatz von gleich sieben oder acht Stürmern sehr beliebt war. Ottaway wurde beschrieben als ein „exzellenter Angreifer, der schnell und sehr geschickt den Ball führt“. Ein weiterer Zeitgenosse betonte, dass er sich „gegnerischer Angriffe sicher erwehren konnte“ sowie „ein eleganter Dribbler“ sei und „gut spiele“. Diesen Beschreibungen zufolge konzentrierte sich Ottaway also mehr auf seine technischen Fertigkeiten. Damit unterschied er sich von dem gewöhnlichen Spielertyp zu dieser Zeit, der größeren Wert auf die physische Komponente und eine verstärkte Robustheit legte – Bodychecks waren legale Bestandteile des Spiels und das als „Hacking“ beschriebene Foulspiel stellte keine Regelverletzung dar.
Obwohl Ottaway in der Regel bei seinen Mannschaftskameraden ein hohes Ansehen genossen zu haben scheint, wurde ihm Berichten zufolge gelegentlich Snobismus vorgeworfen, mit dem er Männern außerhalb seiner sozialen Schicht begegnet sein soll. Der spätere Präsident der FA und ehemalige Spieler des FC Sheffield, Charles Clegg, der ebenfalls im ersten Länderspiel zwischen England und Schottland gestanden hatte, äußerte viele Jahre später, dass keiner der Amateurspieler aus dem Süden Englands mit Ottaway sprechen wollte.

## Cricketkarriere
Im Cricket spielte Ottaway unter anderem für die Teams von Oxford University, Gentlemen, South of England, die beiden Countys Kent und Middlesex und für den Marylebone Cricket Club (MCC). Mit einer englischen Mannschaft nahm er 1872 auch an einer Tour nach Kanada und in die Vereinigten Staaten teil.
Er war rechtshändiger Batsman (Schlagmann) und erzielte zwei Centuries (jeweils mindestens 100 Runs (Punkte) in einem Innings) gegen Ende seiner First-Class Karriere. Insgesamt brachte er es auf 1691 Runs bei einem Durchschnitt von {\displaystyle 27{,}27} und war in seiner erfolgreichsten Saison 1873 nach dem Schlagdurchschnitt (batting average) fünftbester Batsman in England.
Immerhin dreimal (1870, 1872 und 1876) wurde Ottaway für die Gentlemen (Amateure) gegen die Players (Profis) aufgestellt, was vor der Einführung von Test Cricket als die höchste Auszeichnung für einen Spieler galt.
Doch bekannter ist er wahrscheinlich durch seine vier Einsätze für Oxford gegen Cambridge, in den so genannten Varsity Matches.
Das denkwürdigste Spiel war dabei sicherlich das erste im Jahr 1870, welches noch heute als Cobden’s Match in Erinnerung ist. Mit seinen 69 Runs im zweiten Innings von Oxford – der höchsten Punktzahl für seine Mannschaft im Spiel – und einem hervorragenden einhändigen Catch in der Nähe der Außenlinie trug Ottaway wesentlich dazu bei, dass sein Team, bei noch drei verbleibenden Wickets und nur vier benötigten Runs vor dem letzten 4-Ball Over kurz vor dem Sieg stand. Unter den Zuschauern wurden schon Wetten von 100 zu 1 gegen einen Sieg von Cambridge abgeschlossen. Doch Frank Cobden stellte das Spiel durch seinen Hattrick mit den letzten drei Würfen des Spiels völlig auf den Kopf und Oxford musste sich mit nur 2 Runs (Unterschied) geschlagen geben. In seinem Buch History of the OUCC fasste Geoffrey Bolton das Spiel folgendermaßen zusammen: “By superior bowling and infinitely superior fielding Oxford reached a position where they could not lose; and they lost” (deutsch: „Durch überlegene Wurfleistungen und unendlich überlegenes Feldspiel errang Oxford eine Position, in der sie nicht mehr verlieren konnten – und sie verloren dennoch.“)